# 놀렌도르프플라츠역
놀렌도르프플라츠역(U-Bahnhof Nollendorfplatz)은 베를린 템펠호프쇠네베르크구 쇠네베르크에 있는 베를린 지하철의 모든 소형 규격 노선(U1, U2, U3, U4)이 정차하는 역이다. 놀렌도르프 광장 일대에 역사가 위치해 있다. 지상 승강장에는 U2 열차가 정차하며, 복층형 지하 승강장에는 U1, U3, U4 열차가 정차한다. 상층부에는 U1, U3 바르샤우어 슈트라세 방면 열차가 정차하고, U4 열차는 인스브루커 플라츠 방면으로 진입 및 회차한다. 하층부에는 U1 울란트슈트라세 방면, U3 크루메 랑케 방면 열차가 정차한다.

## 역사

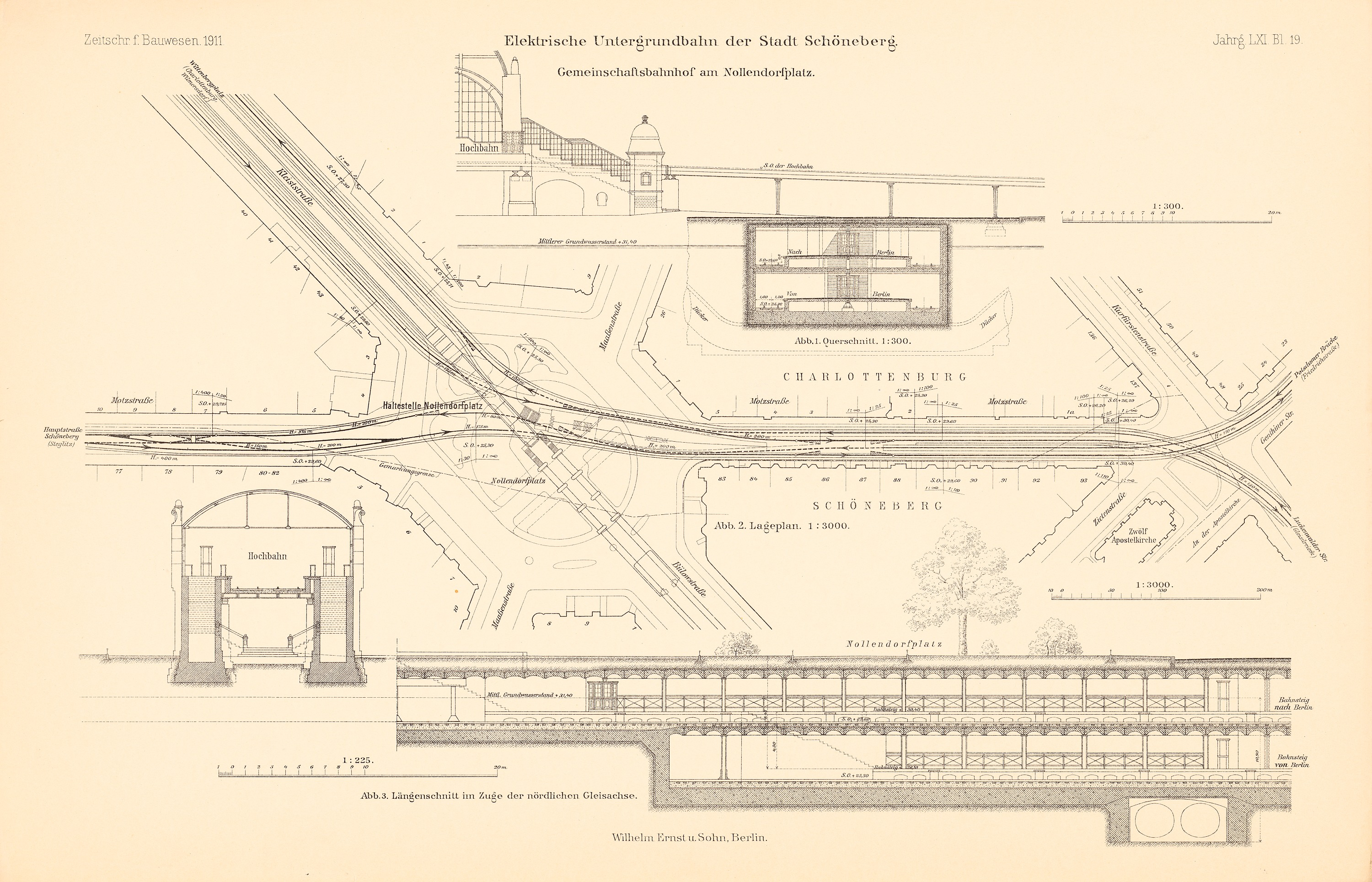
지하역과 지상역의 단면도, 1911년

이 역은 1902년 고가 도시철도 구간의 일부로 개업했다. 고가역 설계자는 빌헬름 크레머(Wilhelm Cremer)와 리하르트 볼펜슈타인(Richard Wolffenstein)이었다. 이 역 서쪽에서 지하로 진입한다.
당시 독립시였던 쇠네베르크에서 1908년부터 1910년까지 쇠네베르크 도시철도(현재의 U4)를 건설했다. U4 임시 종착역으로 놀렌도르프 광장 지하에 임시역이 건설되었고, 지상역과 직접 환승할 수 있었다. 임시역 건설 과정에서 동물뼈가 다량으로 발견되었다. 한편 쇠네베르크 도시철도 건설 당시에도 동서간 도시철도의 북부 우회선 건설 계획이 있었다. 1915년부터 놀렌도르프플라츠역 재건축 준비를 위해서 공동 역사가 계획되었다.
지하 역사는 1926년 쿠르퓌르스텐슈트라세 아래의 우회 노선이 개통하면서 개업했다. 복층형 지하로 구성된 지하역사는 알프레드 그레난데르가 설계했으며, 이와 함께 대합실이 건설되었다. 쇠네베르크 도시철도 승강장이 폐쇄되었고 공동 지하역을 사용하게 되었다.
제2차 세계 대전으로 고가역의 대부분이 파괴되었고, 재건축 과정에서 역사 내 반구형 지붕이 간단하게 재건설되었다. 베를린 장벽 건설로 인하여 포츠다머 플라츠 방면 노선의 운행이 중단되었다. 지하 역사는 1971년에 개보수 공사를 거쳤다. 역사 내에서 인스브루커 플라츠와 바르샤우어 슈트라세 방면 노선 연결이 끊어졌으며, 그 대신 역 북쪽으로 인상선과 유치선이 설치되었다. 하부 승강장 아래에 있었던 1940년 이후에 건설된 방공호 시설이 철거되었고 여기에 설치되었던 선로로 U4 노선이 재배치되었다. 1972년에는 서베를린 BVG에서 수요 감소로 인하여 뷜로슈트라세를 따라 가는 놀렌도르프플라츠-글라이스드라이에크 구간 고가 노선과 역의 영업을 중단했다. 역 지상 승강장에는 벼룩시장을 설치했고 수명이 종료된 지하철 차량을 매장으로 유용했다. 뷜로슈트라세역에 설치된 튀르키예 바자르와 연결 노선으로 고가 철도 노선에 구형 노면전차 차량을 운행시켰다. 이를 위해서 북쪽 선로에 가공 전차선을 설치했고, 역 구내 외부에 소형 승강장을 설치했다.
1989년에는 나치 독일 시기에 희생된 동성애자를 기리는 기념패가 역 파사드에 설치되었다. 독일 내에 설치된 최초의 동성애자 기념패였다. 1989년 베를린 장벽 붕괴 이후 U2 노선이 재개장할 수 있게 되면서 바자르, 벼룩시장, 노면전차 시설이 철거되었다. 모렌슈트라세-비텐베르크플라츠간 노선 운행 복구는 1993년 11월 13일에 완료되었다.
1999년부터 2002년까지는 고가역 상단의 구형 지붕이 기부금 30만 유로만으로 복원되었다. 30미터 높이에 철제로 지어졌다. 2013년 12월 6일에는 고가역 반구형 지붕 위에 무지개기에서 따 온 조명 시설이 설치되었다. 원래는 2014년 1월 6일에 철거될 예정이었으나 영구 존치되었다.
지상과 지하역사는 모두 건축유산으로 지정되어 있다. 여기에는 역사 서쪽 끝의 도시 철도 고가 아래에 있는 에른스트 베스트팔(Ernst Westphal)의 니켈만 분수(Nickelmann-Brunnen)가 포함되어 있다.

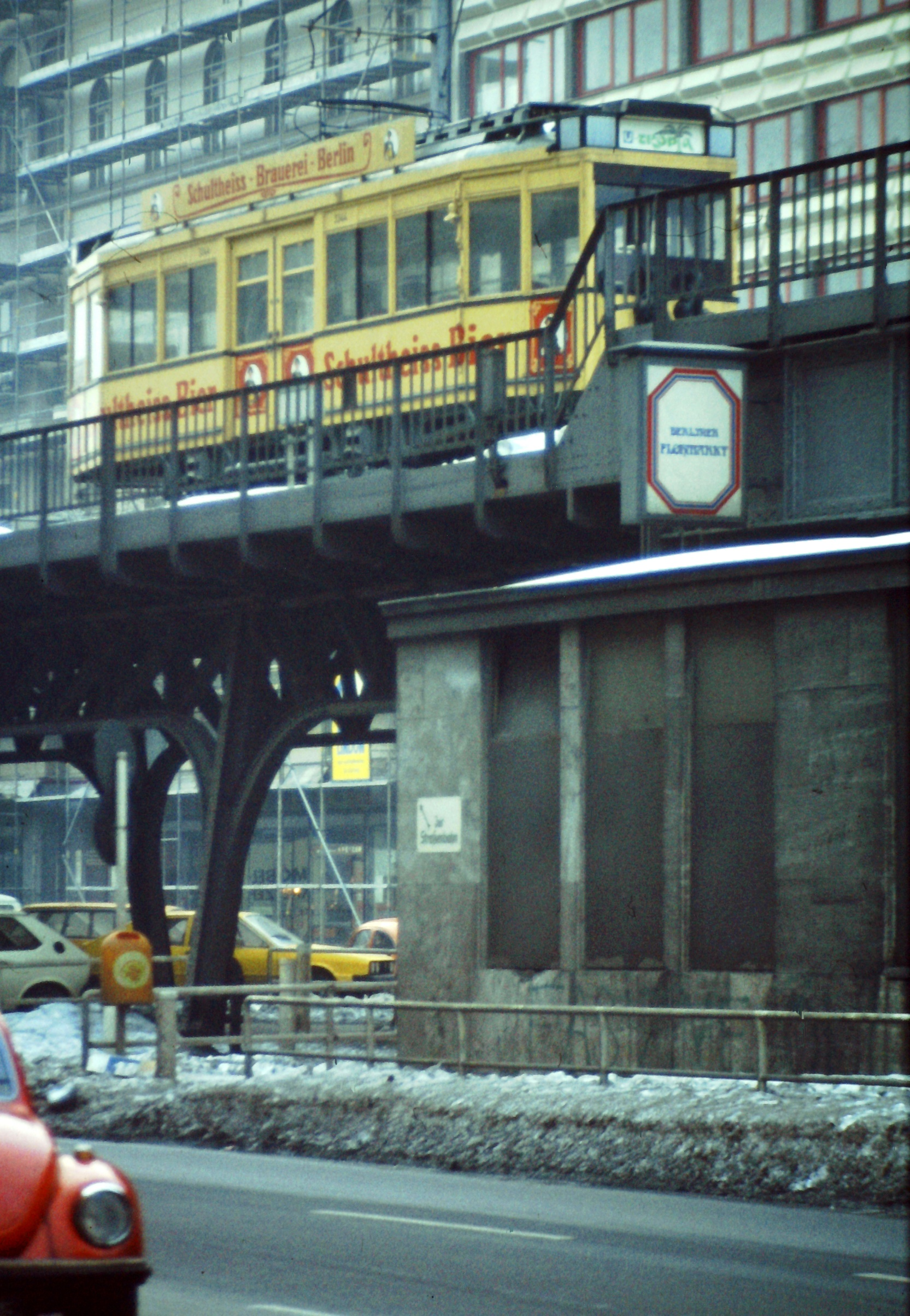
폐쇄된 선로를 운행하는 노면 전차, 1979년
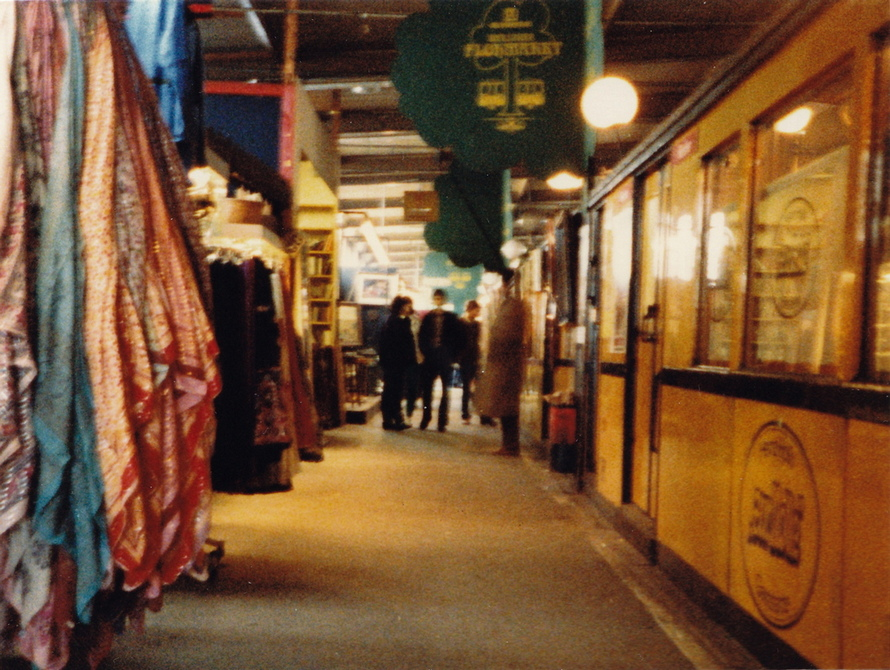
과거 상부 승강장에 설치된 벼룩시장, 1983년
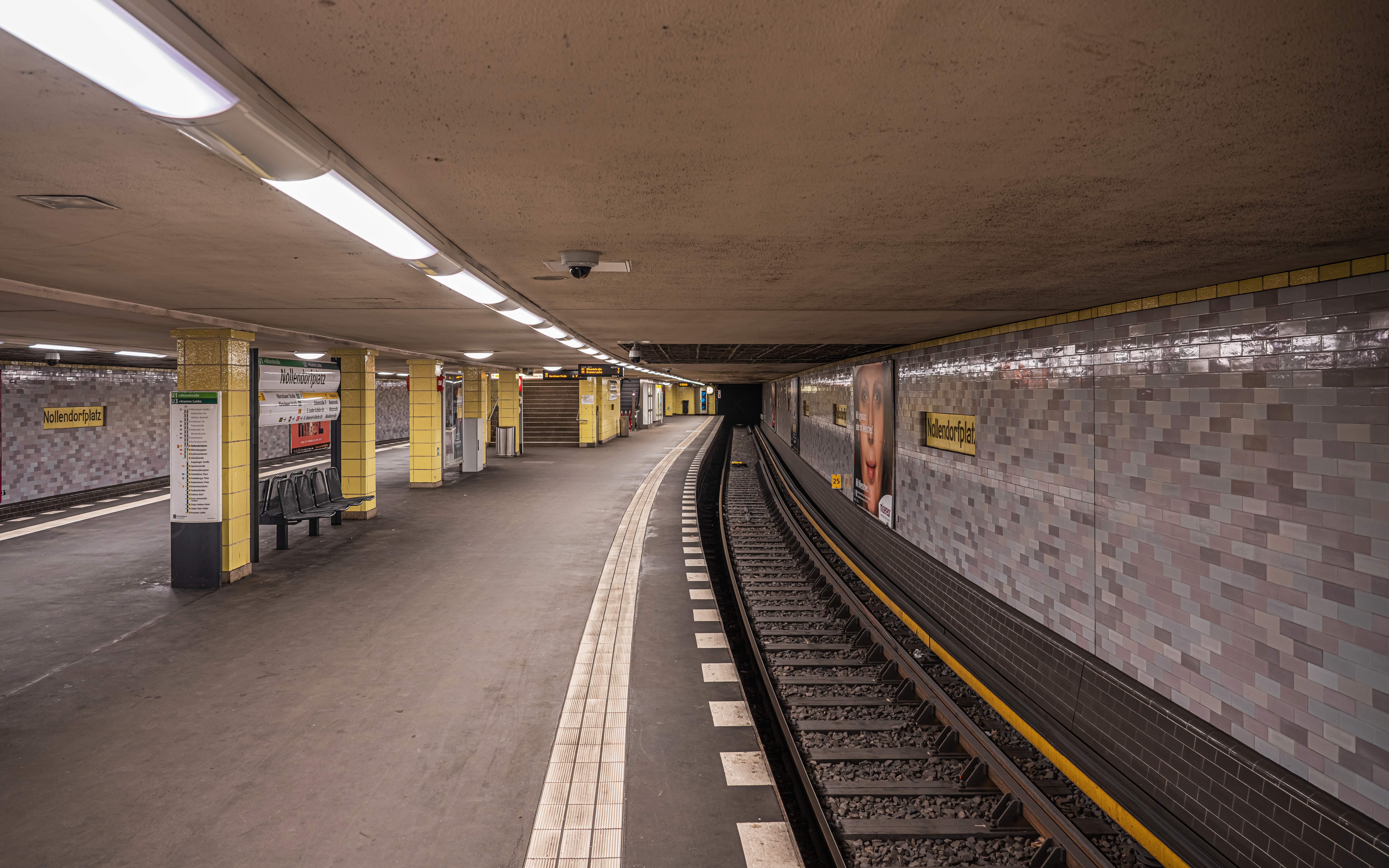
U1/U3 승강장
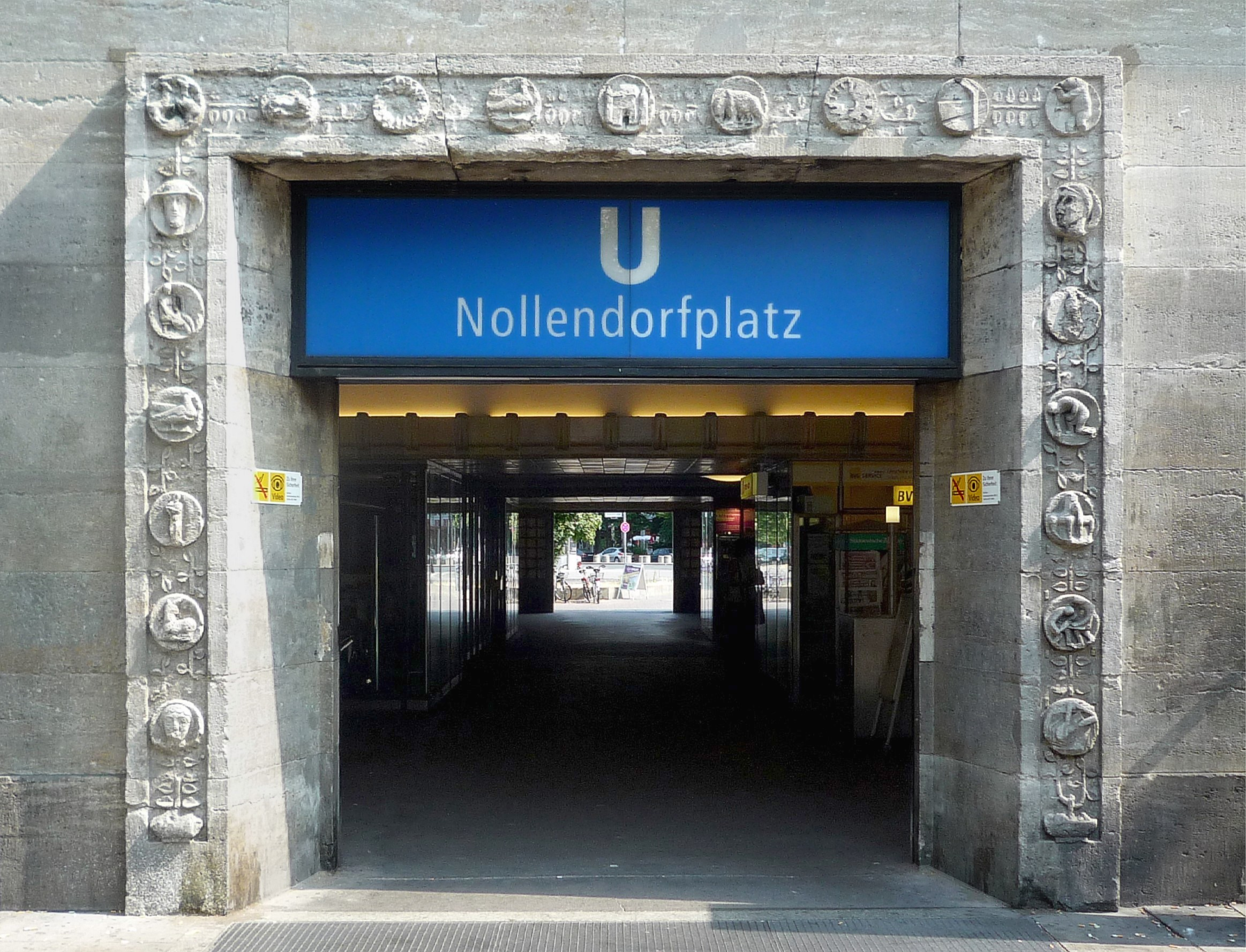
남쪽 출입구, 2011년
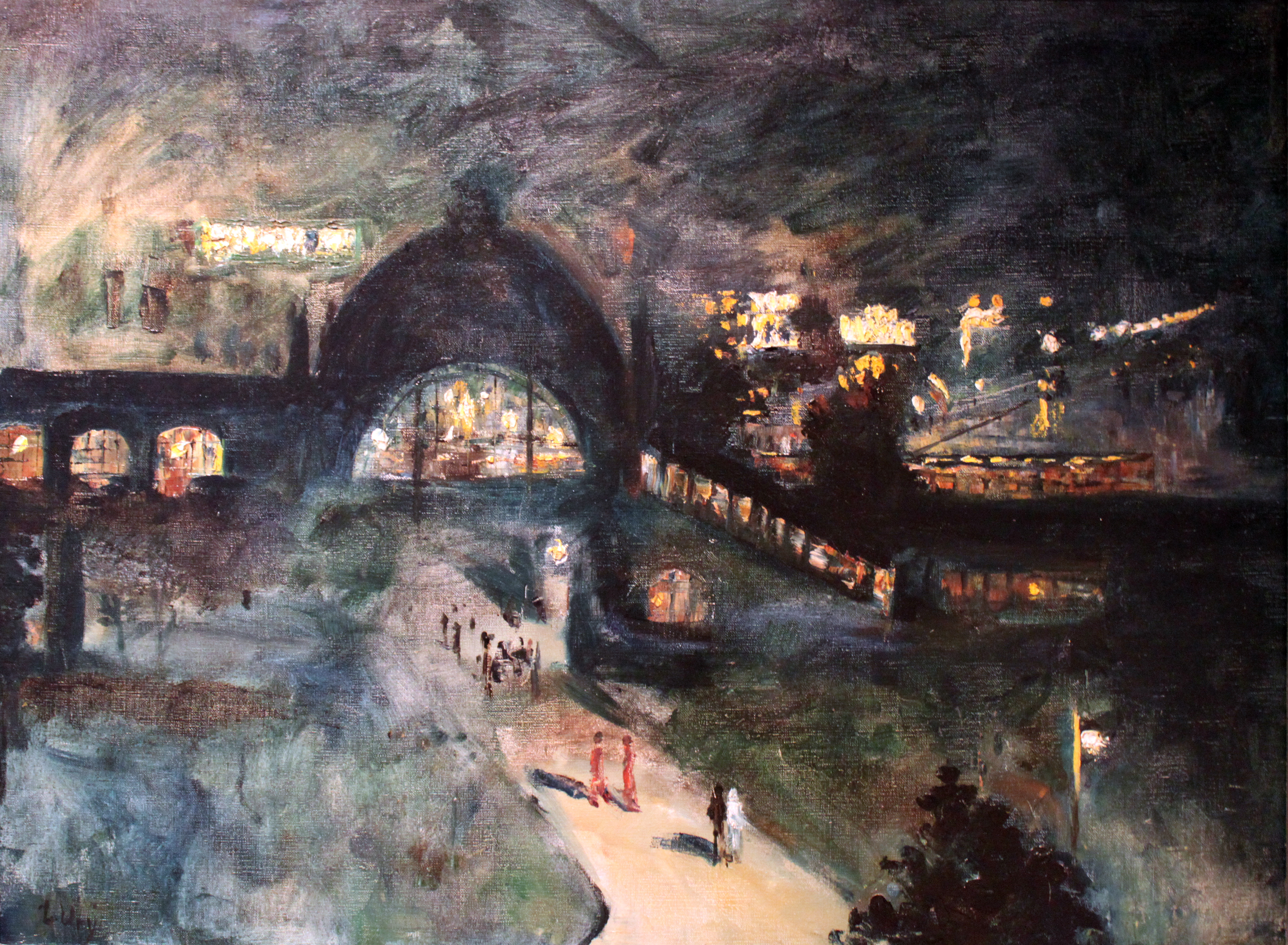
레서 우리(Lesser Ury)의 《밤의 놀렌도르프플라츠역》, 1925년
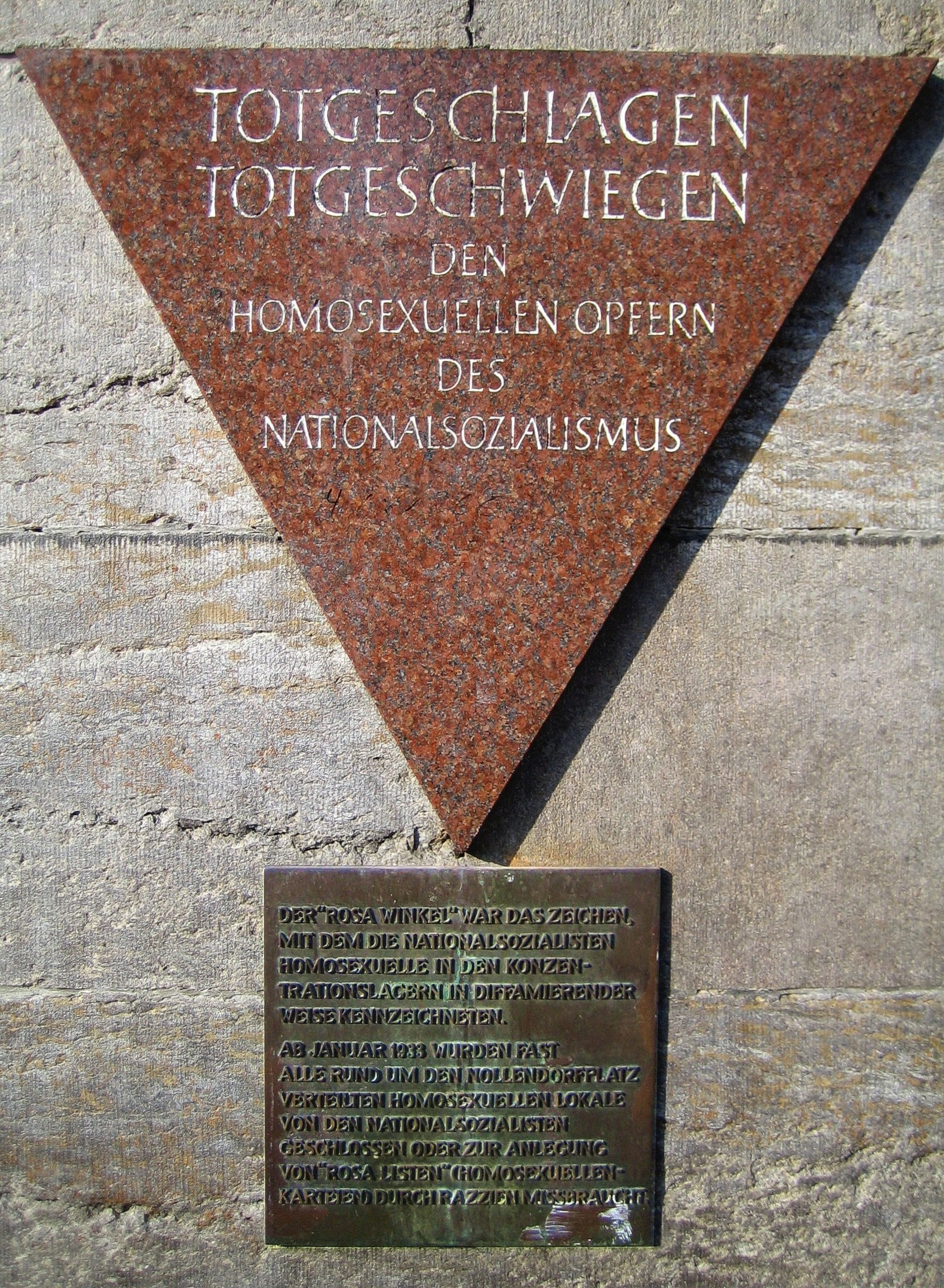
나치 시기 희생된 동성애자 기념패
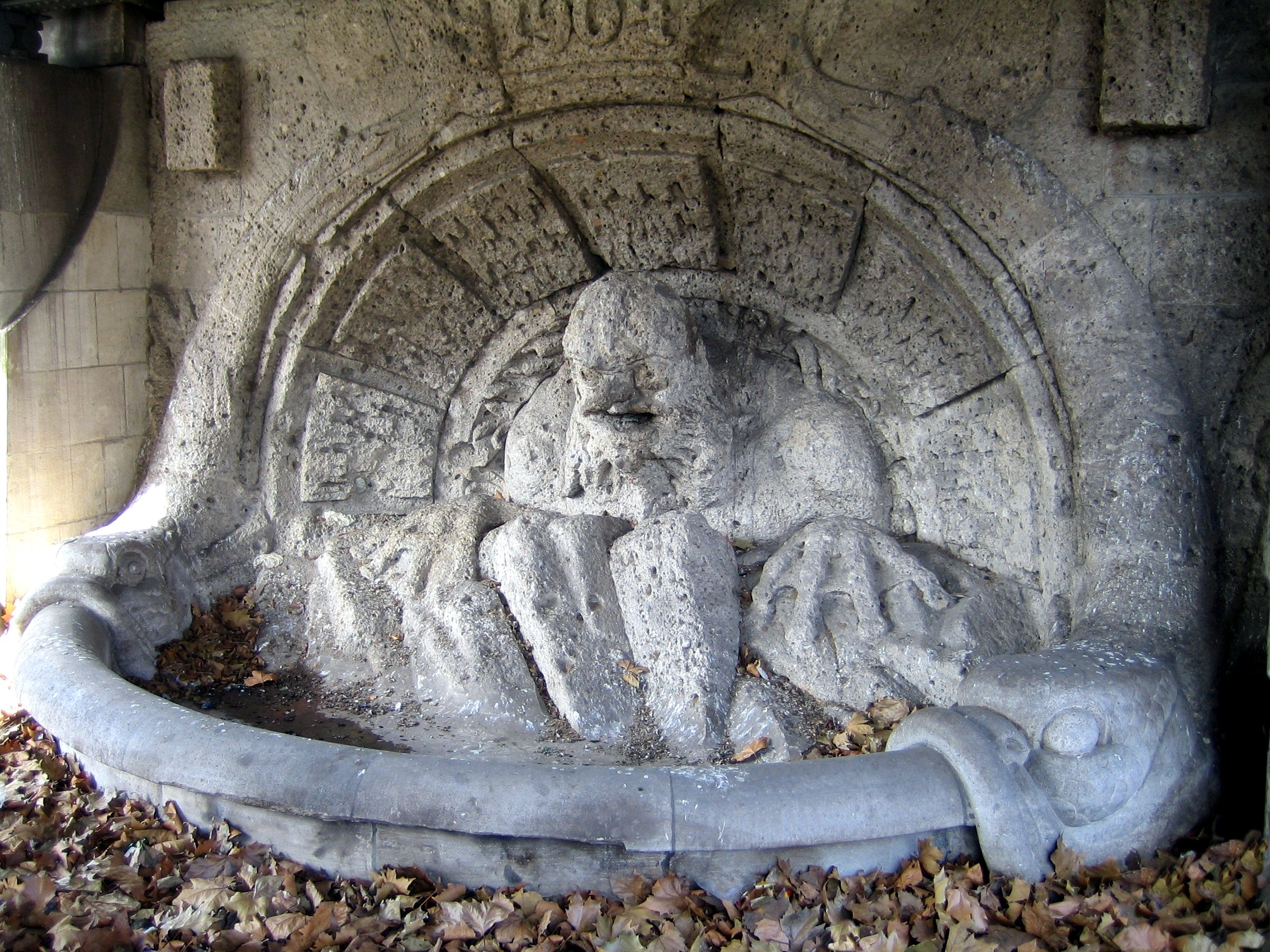
니켈만 분수

## 승강장
| 1 · 2(No) | U2      | 룰레벤 방면                                  |
| 1 · 2(No) | U2      | 팡코 방면                                    |
| 2 · 4(Nm) | U1 · U3 | 바르샤우어 슈트라세 방면                     |
| 2 · 4(Nm) | U4      | 당역 종착/인스브루커 플라츠 방면             |
| 1 · 3(Nu) | U1 · U3 | 울란트슈트라세/크루메 랑케 방면              |
| 1 · 3(Nu) | U3      | 크루메 랑케 방면(놀렌도르프플라츠 시발 열차) |

## 인접 철도역
베를린 버스 M19, 106, 187번과 환승 가능하다.
| 베를린 지하철 1호선                  | 베를린 지하철 1호선 | 베를린 지하철 1호선                           |
| ------------------------------------ | ------------------- | --------------------------------------------- |
| 비텐베르크플라츠 울란트슈트라세 방면 | U1                  | 쿠르퓌르스텐슈트라세 바르샤우어 슈트라세 방면 |
| 베를린 지하철 2호선                  |                     |                                               |
| 비텐베르크플라츠 룰레벤 방면         | U2                  | 뷜로슈트라세 팡코 방면                        |
| 베를린 지하철 3호선                  |                     |                                               |
| 비텐베르크플라츠 크루메 랑케 방면    | U3                  | 쿠르퓌르스텐슈트라세 바르샤우어 슈트라세 방면 |
| 베를린 지하철 4호선                  |                     |                                               |
| 시·종착역                            | U4                  | 빅토리아루이제플라츠 인스브루커 플라츠 방면   |